# Association Bouddhiste Chinoise de Montréal
Association Bouddhiste Chinoise de Montréal of Montreal Chinese Buddhist Society (MCBS) is een Chinese boeddhistische tempel in Montreál Chinatown, Montreal (Canada) aan de rue Saint-Laurent numero 1072. De tempel onderwijst in het mahayana chan Zuiver Land-boeddhisme. De tempel ligt op de derde etage van een gebouw dat eigendom is van La Société des Francs-Maçon Chinois.
De tempel werd in 1990 door twee Hongkongse boeddhistische leken gesticht. Zij heten mejuffrouw Jiang en meneer Ma. 
Het merendeel van de tempelbezoekers spreekt Standaardkantonees en is vrouw.
Het hoofdaltaar van de tempel is gewijd aan Amitabha Boeddha, Sakyamuni Boeddha en Bhaisajyaguru Boeddha. De tempel heeft twee kleinere zijaltaren van de bodhisattva's Guanyin en Ksitigarbha.